# 봄베이 사파이어
봄베이 사파이어(Bombay Sapphire)는 바카디 소유의 진 브랜드로서, IDV에 의해 1987년 처음 시장에 판매되게 되었으며, 1997년 디아지오측이 바카디에게 브랜드를 판매하게 된다.
봄베이 사파이어의 향은 아몬드, 레몬 껍질, 감초, 두송자, 흰붓꽃 뿌리, 당귀, 고수, 육계나무, 큐베브, 멜리구에타 후추와 같은 열가지 재료에서 나온다(병의 라벨에서는 과장하여 "10가지 이국풍의 식물들"로 설명하고 있다). 증류를 거친후 근처의 비른비 호수(Lake Vyrnwy)에서 물을 가져와 원 스피릿의 도수를 40도까지 떨어트린다. (영국, 캐나다, 호주).

## 품종
바카디는 봄베이 오리지널 런던 드라이(또는 봄베이 오리지널 드라이) 진도 판매한다. 오리지널 드라이 품종은 봄베이 사파이어의 10가지 성분과 달리 8가지 식물성 성분을 사용한다. 와인 애호가들은 봄베이 사파이어보다 이 제품을 더 선호했다.
2011년 9월, 봄베이 사파이어 이스트는 뉴욕과 라스베가스의 테스트 마켓에서 출시되었다. 기존 10 가지에 레몬 그라스와 후추 완두콩 두 가지 식물이 더 포함되어 있다. 병에 담긴 함량은 42 %이며 대부분의 토닉 워터의 단맛을 중화하도록 설계되었다.
2015년에는 영국 시장을 위해 스타 오브 봄베이라는 스페셜 에디션 봄베이 진이 출시되었다. 47.5%의 농도로 병에 담겨 있으며 곡물에서 증류된다. 봄베이의 대표적인 식물 추출물과 조화를 이루는 베르가못과 앰브레트 씨앗이 함유되어 있다. 이 버전은 나중에 다른 여러 시장으로 확장되었다.
봄베이 브램블은 블랙베리와 라즈베리가 주입된 품종으로 37.5%의 농도로 병에 담겨 있다.
2019년 여름, 바카디는 페니로얄 민트, 로즈힙, 헤이즐넛 등 세 가지 영국식 식물을 추가한 한정판 진 '봄베이 사파이어 잉글리시 에스테이트'를 출시했다. 보틀링 에이징 비율은 41%이다.